# 우주항행학
우주항행학, 우주비행학 또는 애스트로노틱스(astronautics)는 지구 대기권을 넘어 우주선을 우주 공간으로 보내는 행위이다. 우주 비행은 주된 응용 분야 중 하나이며 우주과학은 여기에서 가장 중요한 분야이다.
우주항행학의 영단어 astronautics는 항공공학의 영단어 aeronautics에 빗대어 1920년대 공쿠르 아카데미의 J.-H. 로스니 회장에 의해 만들어졌다. 두 분야 사이에는 어느 정도 기술적 중복이 있기 때문에 항공우주라는 용어는 두 분야를 동시에 설명하는 데 자주 사용된다. 1930년에 로버트 에스노-펠테리(Robert Esnault-Pelterie)는 새로운 연구 분야에 관한 첫 번째 책을 출판했다.
cosmonautics(원 프랑스어: cosmonautique)라는 용어는 1930년대 아리 스턴펠드(Ary Sternfeld)가 그의 저서 우주 항행학 소개(Initiation à la Cosmonautique)를 통해 소개했다.
항공학의 경우와 마찬가지로 질량, 온도 및 외부 힘의 제한으로 인해 우주 응용 부문은 고급 진공, 행성 간 공간의 방사선 충격, 지구 저궤도의 자기 벨트와 같은 극한 조건에서 살아남을 수 있어야 한다. 우주 발사체는 거대한 힘을 견뎌야 하는 반면, 위성은 매우 짧은 기간 동안 엄청난 온도 변화를 경험할 수 있다. 질량에 대한 극단적인 제약으로 인해 우주 비행사 엔지니어는 궤도에 도달하는 실제 탑재량을 최대화하기 위해 설계에서 질량을 절약해야 하는 끊임없는 요구에 직면하게 된다.

## 같이 보기
- 대기권 진입
- 우주 비행
- 헤르만 오베르트
- 세르게이 코롤료프
- 베르너 폰 브라운